# Hassan ibn al-Nu'man
Ḥassān ibn al-Nuʿmān (in arabo حسان بن النعمان‎?; ... – 700 circa) fu governatore omayyade dell'Ifriqiya tra la fine del VII secolo e l'inizio dell'VIII.
D'origine ghassanide, Ḥassān fu il vero conquistatore dell'Ifriqiya, essendo stata l'azione di ʿUqba ibn Nāfiʿ nient'altro che un'imponente incursione in profondità, il cui unico frutto duraturo fu la città di Qayrawan da lui fondata.
Giunto con un forte esercito, Ḥassān conquistò Cartagine, capitale dell'esarcato bizantino d'Africa, battendo il patrizio Giovanni e Tiberio III, lasciando evacuare senza ostacoli i suoi abitanti verso la Sicilia. Dovette tuttavia subire poco dopo una dura sconfitta da parte dei Berberi seguaci della Kāhina presso le rive della Meskiana.
Tre anni più tardi, nel 697, Ḥassān riprese la sua offensiva con un nuovo esercito, potendo contare anche sull'aiuto di guerrieri berberi che avevano lasciato le file della Kāhina. Ella fu quindi vinta e uccisa e Cartagine fu nuovamente occupata dagli Arabi musulmani nel 698 e sottoposta a rovinosi saccheggi.
Allontanato dalle sue funzioni dal governatore d'Egitto, ʿAbd al-ʿAzīz b. Marwān, fratello del califfo regnante, fu sostituito da Musa ibn Nusayr nel 698 e costretto a tornare nel Mashreq.
Morì combattendo contro i Bizantini attorno al 700.